# 水野廬朝
水野 廬朝（みずの ろちょう、寛延元年〈1748年〉 - 天保7年1月22日〈1836年3月9日〉）とは、江戸時代の浮世絵師、旗本。

## 来歴
北尾重政の門人と伝えられる。姓は水野、名を元敬または元敏、後に元休と称した。通称は小十郎。隠居後は卿山と称す。長丘斎、長丘散人聰卿、水廬朝、鳥巷斎、路眺、路てう、清線館、攀鱗斎（はんりんさい）烏巷斎、卿山などと号した。1450石取りの旗本の家に生まれた武士であった。浅草鳥越町に住み、自宅を「清線館」と名付けていた。北尾重政に浮世絵を学び、谷素外について俳諧を学んでいる。
明和5年（1768年）12月に西丸御小姓となり、安永8年（1779年）4月、本丸に移り、天明元年（1781年）5月、再び西丸に戻り、寛政5年（1793年）1月から御使番、寛政8年（1796年）6月から大坂御目付、享和4年（1804年）1月から御先手御鉄砲頭、文化13年（1816年）3月から西丸御持筒頭、翌文化14年（1817年）7月から新番頭の役職についた。そして文政7年（1824年）2月晦日をもって致仕している。廬朝はこうした幕府における公務の合間に俳諧をたしなみ、浮世絵美人画を描いたのである。寛政5年（1793年）に俳諧本『俳諧世吉之物競』三冊、寛政8年（1796年）に絵本『多能之美種』三冊を著す。作品はこれら僅かな版本の挿絵以外は、全て肉筆美人画であった。天保7年（1836年）病没。法名は元休院釈遊法卿山大居士。享年89。
寛政から文化の末年（1789年 - 1818年）にかけて、鳥居清長風の肉筆美人画を描いているが、千石取りの旗本という身分柄、大半が絹本に極彩色を施し、絵絹はもとより絵の具も良質な最高級のものを使用しており、その作品に描かれている美人の着衣の模様、周辺にある調度の類も、細密で華麗な雰囲気を感じさせる独自の様式を打ち出している。天明末年の頃の「桜下美人図」は北尾派風が見て取れるが、「美人文読み図」や「向島桜下二美人図」においては、歌麿や豊国の美人画と共通するような面長な瓜実顔に、長身のプロポーションの美人が描かれている。

## 作品
- 「桜下美人図」　紙本着色　東京国立博物館所蔵　※「水聰卿戯画」の落款、「狂画」の朱文長方印と「元敬之印」の白文方印あり。天明末年 - 寛政期
- 「美人文読み図」　絹本着色　ニューオータニ美術館所蔵　※「鳥巷斎路眺」の落款、「戯画」の朱文長方印と「清線」朱文方印あり。寛政後期 - 享和
- 「向島桜下二美人図」　絹本着色　浮世絵太田記念美術館所蔵　※「鳥巷斎清線戯画」落款 「清線」の朱文方印・白文印あり。享和2年（1802年）
- 「二美人図」　絹本着色　千葉市美術館所蔵　※「攀鱗斎廬朝」の落款、「狂画」朱文長方印と「清線」の朱文方印あり。文化前期
- 「桜下美人図」　双幅　絹本着色　出光美術館所蔵　※「応需攀鱗斎画」の落款、「廬朝」の朱文方印と「攀鱗斎」の白文方印あり。文化13年（1816年）
- 「雪見美人」　絹本着色　光記念館所蔵　※「水廬朝戯画」の落款、「清線」の朱文方印と「廬朝」の白文方印あり。那須ロイヤル美術館（小針コレクション）旧蔵
- 「狆と芸妓図」　絹本着色　板橋区立美術館所蔵　※「七十四叟 清線蘆調」の落款、「狂画」の朱文長方印と「鱗斎」の白文方印あり。文政4年（1821年）
- 「美人戯狗図」　絹本着色　インディアナポリス美術館所蔵　※「水廬朝画」の落款、朱文方印と白文方印あり
- 「桜下の花魁と禿」　絹本着色